# Fort Deposit
Fort Deposit é uma cidade  localizada no estado americano do Alabama, no Condado de Lowndes.

## Demografia
Segundo o censo americano de 2000, a sua população era de 1270 habitantes.
Em 2006, foi estimada uma população de 1197, um decréscimo de 73 (-5.7%).

## Geografia
De acordo com o United States Census Bureau, a localidade tem uma área de 14,6 km², sem área coberta por água.

## Localidades na vizinhança
O diagrama seguinte representa as localidades num raio de 40 km ao redor de Fort Deposit.